# 링크 팜

링크팜의 다이어그램. 각 원은 웹사이트를 나타내고, 각 화살표는 두 웹사이트 간의 하이퍼링크 쌍을 나타낸다.

링크 팜(Link farm)은 월드 와이드 웹에서 검색 엔진 최적화(SEO) 순위를 높이기 위해 그룹 내 다른 사이트에 모두 하이퍼링크되는 웹 사이트 그룹이다. 그래프 이론에서 링크 팜은 클릭 (그래프 이론)(clique)이다. 일부 링크 팜은 수동으로 생성할 수 있지만 대부분은 자동화된 프로그램과 서비스를 통해 생성된다. 링크 팜은 웹 검색 엔진의 색인에 스팸을 보내는 형태이다(스팸덱싱이라고도 함). 기타 링크 교환 시스템은 개별 웹사이트가 다른 관련 웹사이트와 선택적으로 링크를 교환할 수 있도록 설계되었으며 스팸덱싱의 한 형태로 간주되지 않는다.
검색 엔진에는 페이지 관련성을 확인하는 방법이 필요하다. 알려진 방법은 관련 웹사이트에서 직접 오는 단방향 링크를 검사하는 것이다. 링크를 구축하는 과정은 링크 팜에 등록되는 것과는 구별한다. 왜냐하면 후자는 상호 반환 링크가 필요하기 때문에 전체 백링크 이점을 쓸모없게 만드는 경우가 많기 때문이다. 이는 진동으로 인해 어느 사이트가 판매 사이트이고 어느 사이트가 홍보 사이트인지 혼란을 야기한다.

## 같이 보기
- 클릭 농장
- 도입 페이지
- 링크 빌딩
- 서버 팜
- 강한 연결 요소
- 포털 사이트